# Breg pri Dobu
Breg pri Dobu este o localitate din comuna Ivančna Gorica, Slovenia, cu o populație de 13 locuitori.